# چرمنو (استان اشوی‌داشکسیه)
چرمنو (به لهستانی: Czermno) یک منطقهٔ مسکونی در لهستان است که در گمینا فاوکوو واقع شده‌است. چرمنو ۸۵۰ نفر جمعیت دارد.